# Puerto Casado
Puerto Casado (también conocido como Puerto La Victoria, y anteriormente Ángeles Custodios) es un municipio y ciudad en el Departamento de Alto Paraguay, Paraguay, ubicada a 650 km al norte de Asunción, a orillas del Río Paraguay.

## Historia y turismo

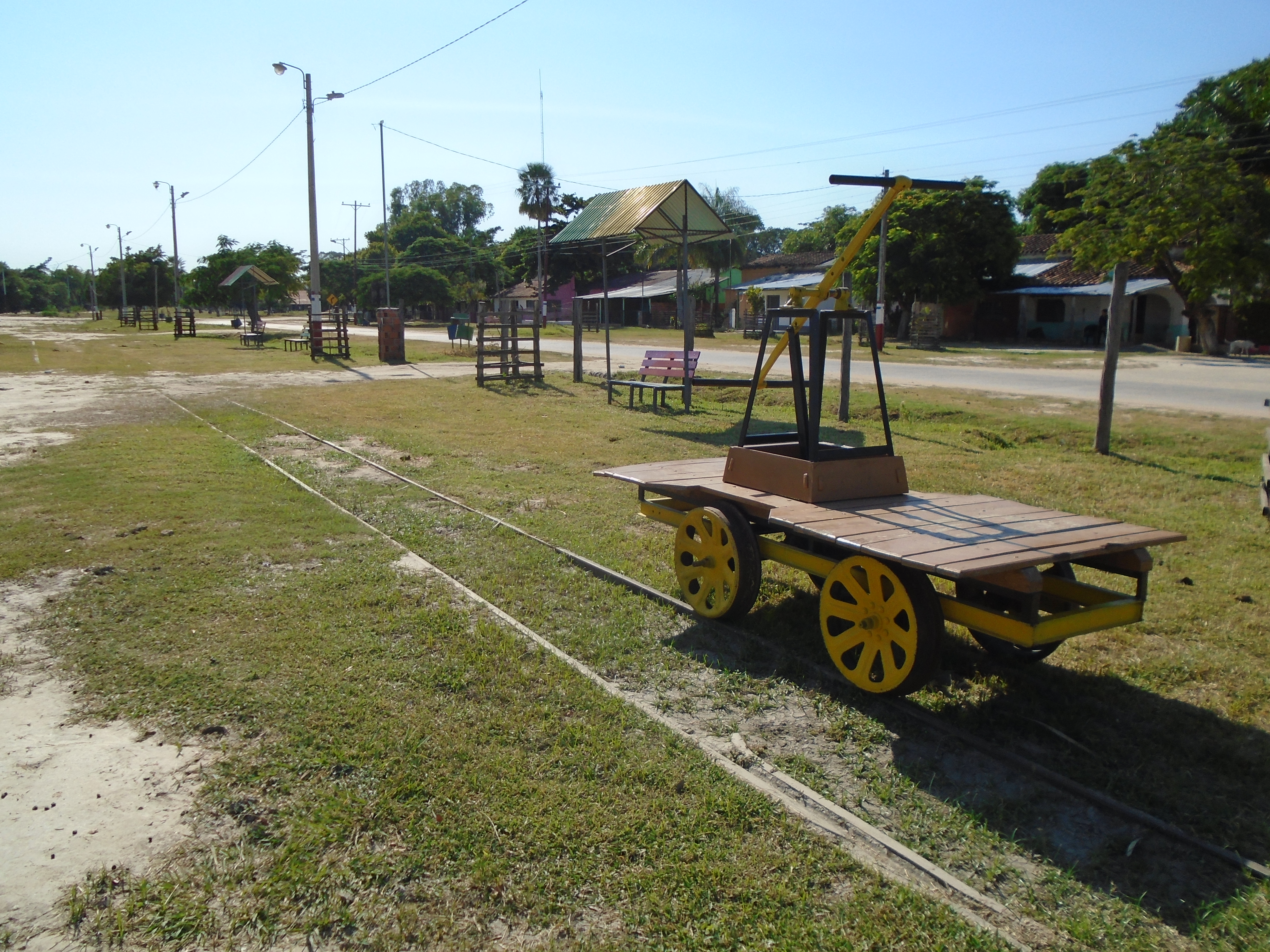
Testimonios del paso del ferrocarril por Puerto Casado.

Fundada en 1889 en época del presidente Patricio Escobar, conocida anteriormente como Ángeles Custodios. Fue sede de la Empresa Taninera Carlos Casado (en honor a Carlos Casado del Alisal). Fue elevado a distrito el 29 de septiembre de 1973.
Este puerto fue utilizado como muelle de embarque y desembarque de las tropas paraguayas que iban a combatir durante la Guerra del Chaco.
La empresa Carlos Casado llegó a tener más de 6,5 millones de hectáreas en el Chaco Paraguayo, hoy la fábrica está paralizada. Desde donde los menonitas y soldados paraguayos fueron a internarse en el Chaco Central con el ferrocarril de trocha angosta que llegaba a 145 km del Río Paraguay en Punta Riel.
En Puerto Casado hay lugares históricos de la época de la Guerra del Chaco, los primeros colonos menonitas se establecieron aquí en 1920.
El cerro Galván de 325 m s. n. m. se encuentra a 15 km al sur del llamado «Kilómetro 11», la antigua estación del ferrocarril que partía de Puerto Casado. La lancha Aquidabán hace un alto aquí, parte de Concepción. Otra embarcación que para aquí es el «Cacique II», que parte de Asunción con destino a Vallemí.
En el cerro Galván todavía se observan los viejos rieles del ferrocarril. Aquí Emiliano R. Fernández compuso su poema «La Moda» en 1926. Esta es la primera estación de importancia del ferrocarril de Casado.
El ferrocarril fue construido por la empresa para la extracción de maderas, con casi 150 km de trocha angosta hacia el interior del centro del Chaco. La misma vía del ferrocarril fue prolongada hasta el km 160, lo que posibilitó a las tropas paraguayas en campaña a acceder a los fortines para parar el avance de los bolivianos en el extenso territorio durante la Guerra del Chaco.
Durante la guerra del chaco el ferrocarril fue de vital importancia para el transporte de los soldados, armas, municiones, provisiones, vehículos, combustibles, medicinas y heridos.
La antigua estación Kilómetro 11, un antiguo caserón que forma parte de la vieja estación del ferrocarril de la empresa Carlos Casado, es uno de los sitios históricos que todavía están en pie en la localidad.
Con la venta de las tierras públicas a finales del siglo XIX se estableció la empresa Carlos Casado Ltda., que adquirió en 1886 más de 3900 leguas cuadradas, cerca de 6 500 000 ha, se dedicó a la explotación forestal y producción de tanino. El tanino es una sustancia extraída del árbol «quebracho», se utiliza para curtir pieles. El hijo del fundador, José Casado, llegó en 1929 a administrar la firma, vivió en el lugar hasta 1945.
Durante la Guerra del Chaco, las instalaciones se utilizaron como talleres de todo tipo de maquinarias, armamentos, especialmente vehículos motorizados, antes de ser enviados a la batalla. También se utilizó como puesto de inseminación artificial de ganado vacuno.
En 1931 el Comando de División de Infantería se instaló en el puerto, José Félix Estigarribia aceptó el cargo de Comandante que le propuso el entonces presidente José P. Guggiari y a finales de julio de 1931 Estigarribia ya estuvo instalado en ese lugar. Para que el nuevo comandante se asentara en el lugar, la familia dueña de la fábrica cedió una casa, «la Chaqueña», amplia y cómoda residencia ubicada en el centro de la ciudad.
Emiliano R. Fernández, músico y poeta popular, llamado muchas veces el «poeta norteño», hacia 1923 estuvo en Puerto Casado, donde desempeño varias tareas, a menudo sus obras están firmadas en Alto Paraguay.
En cuanto a la artesanía, a principios de los años 80 un ex obrero de la empresa tuvo la idea de fabricar una guampa para su propio uso con pedazos de acero inoxidable, material que se utilizaba para almacenar el tanino. La idea fue muy bien aceptada y empezó a recibir pedidos y el fabricante mejoró la técnica, creando nuevos modelos de guampa de mate y tereré. Hoy se fabrican de diversos diseños y modelos sobre pedidos especiales para regalo o como recuerdos de Puerto Casado.
En los ríos Paraguay y Apa, así como en los numerosos riachos de la zona, se realiza el turismo de pesca.

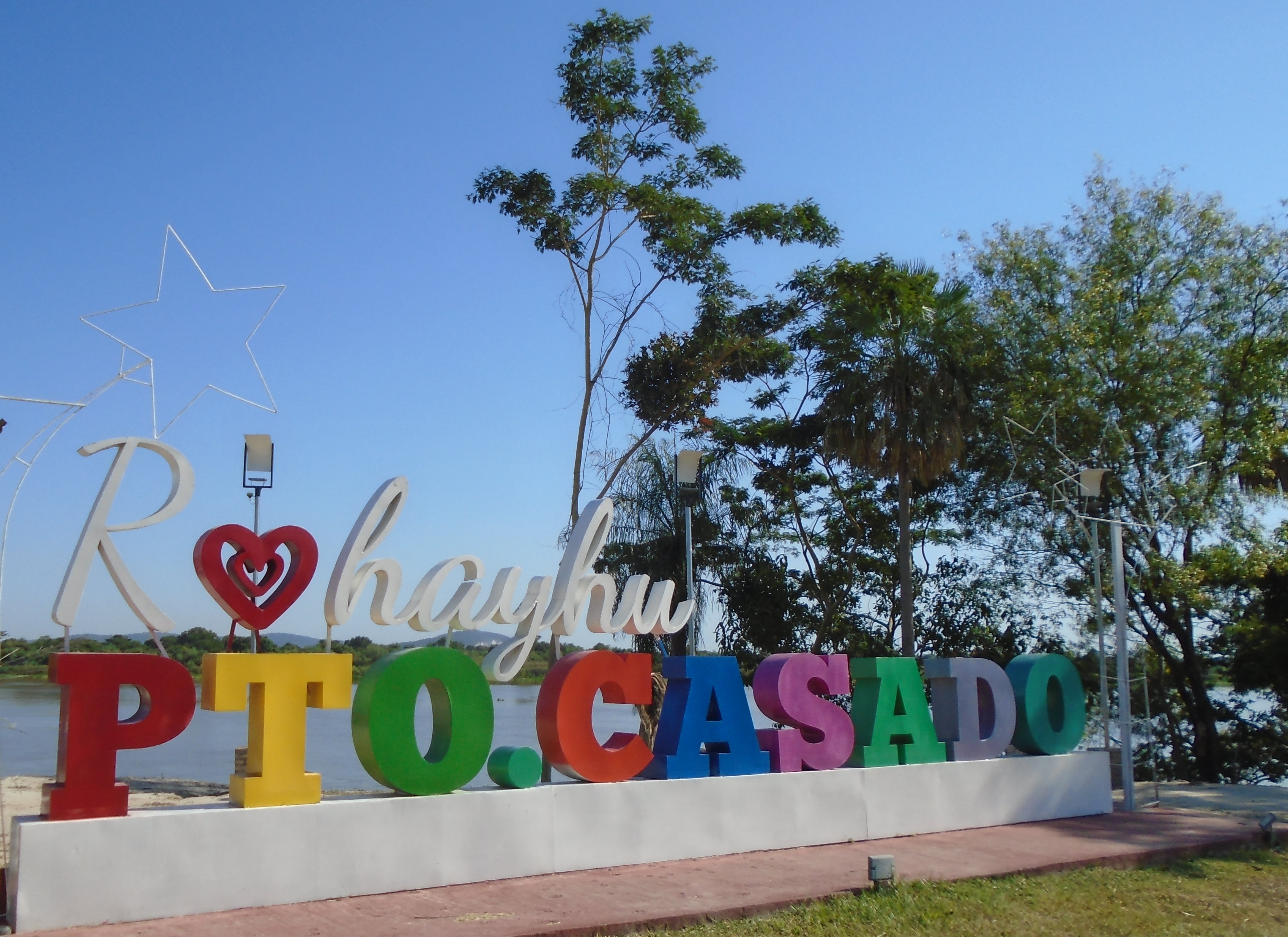
Plaza adyacente al muelle de Puerto Casado.

## Toponimia
El nombre de Puerto Casado debe su origen a la «Empresa Carlos Casado», fundada en el siglo XIX por un español establecido en la ciudad de Rosario (Argentina).
El nombre de La Victoria es porque ahí se hizo un puerto para desembarcar a los soldados que fueron a luchar en la guerra del Chaco para la defensa de la soberanía paraguaya en 1932 al 1935.

## Clima
El clima es tropical, con una máxima de 45 °C en verano, y una mínima de 9 °C en invierno. La media es de 25 °C. Se presentan largas sequías seguidas de torrenciales lluvias.  El clima de Puerto Casado puede ser clasificado como clima tropical de sabana (Aw), de acuerdo con la clasificación climática de Köppen.
| Parámetros climáticos promedio de Puerto Casado | Parámetros climáticos promedio de Puerto Casado | Parámetros climáticos promedio de Puerto Casado | Parámetros climáticos promedio de Puerto Casado | Parámetros climáticos promedio de Puerto Casado | Parámetros climáticos promedio de Puerto Casado | Parámetros climáticos promedio de Puerto Casado | Parámetros climáticos promedio de Puerto Casado | Parámetros climáticos promedio de Puerto Casado | Parámetros climáticos promedio de Puerto Casado | Parámetros climáticos promedio de Puerto Casado | Parámetros climáticos promedio de Puerto Casado | Parámetros climáticos promedio de Puerto Casado | Parámetros climáticos promedio de Puerto Casado |
| Mes                                             | Ene.                                            | Feb.                                            | Mar.                                            | Abr.                                            | May.                                            | Jun.                                            | Jul.                                            | Ago.                                            | Sep.                                            | Oct.                                            | Nov.                                            | Dic.                                            | Anual                                           |
| ----------------------------------------------- | ----------------------------------------------- | ----------------------------------------------- | ----------------------------------------------- | ----------------------------------------------- | ----------------------------------------------- | ----------------------------------------------- | ----------------------------------------------- | ----------------------------------------------- | ----------------------------------------------- | ----------------------------------------------- | ----------------------------------------------- | ----------------------------------------------- | ----------------------------------------------- |
| Temp. máx. abs. (°C)                            | 40.8                                            | 41.6                                            | 42.0                                            | 38.5                                            | 36.0                                            | 33.2                                            | 35.2                                            | 40.0                                            | 39.5                                            | 43.2                                            | 42.2                                            | 42.0                                            | 43.2                                            |
| Temp. máx. media (°C)                           | 33.8                                            | 33.7                                            | 32.8                                            | 30.6                                            | 27.5                                            | 25.4                                            | 26.3                                            | 27.9                                            | 29.7                                            | 31.7                                            | 32.9                                            | 33.6                                            | 30.5                                            |
| Temp. media (°C)                                | 28.2                                            | 27.9                                            | 26.9                                            | 24.6                                            | 21.8                                            | 19.9                                            | 19.9                                            | 21.4                                            | 23.3                                            | 25.6                                            | 27.0                                            | 27.9                                            | 24.5                                            |
| Temp. mín. media (°C)                           | 23.4                                            | 23.1                                            | 22.1                                            | 19.5                                            | 17.1                                            | 15.2                                            | 14.9                                            | 15.7                                            | 17.6                                            | 19.9                                            | 21.3                                            | 22.6                                            | 19.4                                            |
| Temp. mín. abs. (°C)                            | 13.0                                            | 12.8                                            | 9.5                                             | 5.6                                             | 3.0                                             | 1.2                                             | -0.4                                            | -0.1                                            | 3.0                                             | 7.8                                             | 11.0                                            | 7.4                                             | -0.4                                            |
| Precipitación total (mm)                        | 140.0                                           | 118.6                                           | 123.0                                           | 107.0                                           | 76.1                                            | 56.6                                            | 27.9                                            | 44.8                                            | 51.9                                            | 111.9                                           | 150.0                                           | 181.8                                           | 1189.6                                          |
| Días de precipitaciones (≥ 0.1 mm)              | 10                                              | 8                                               | 8                                               | 7                                               | 6                                               | 6                                               | 4                                               | 5                                               | 6                                               | 8                                               | 8                                               | 9                                               | 85                                              |
| Humedad relativa (%)                            | 72                                              | 73                                              | 74                                              | 75                                              | 77                                              | 76                                              | 69                                              | 66                                              | 64                                              | 66                                              | 67                                              | 69                                              | 71                                              |
| Fuente: NOAA                                    |                                                 |                                                 |                                                 |                                                 |                                                 |                                                 |                                                 |                                                 |                                                 |                                                 |                                                 |                                                 |                                                 |

## Geografía

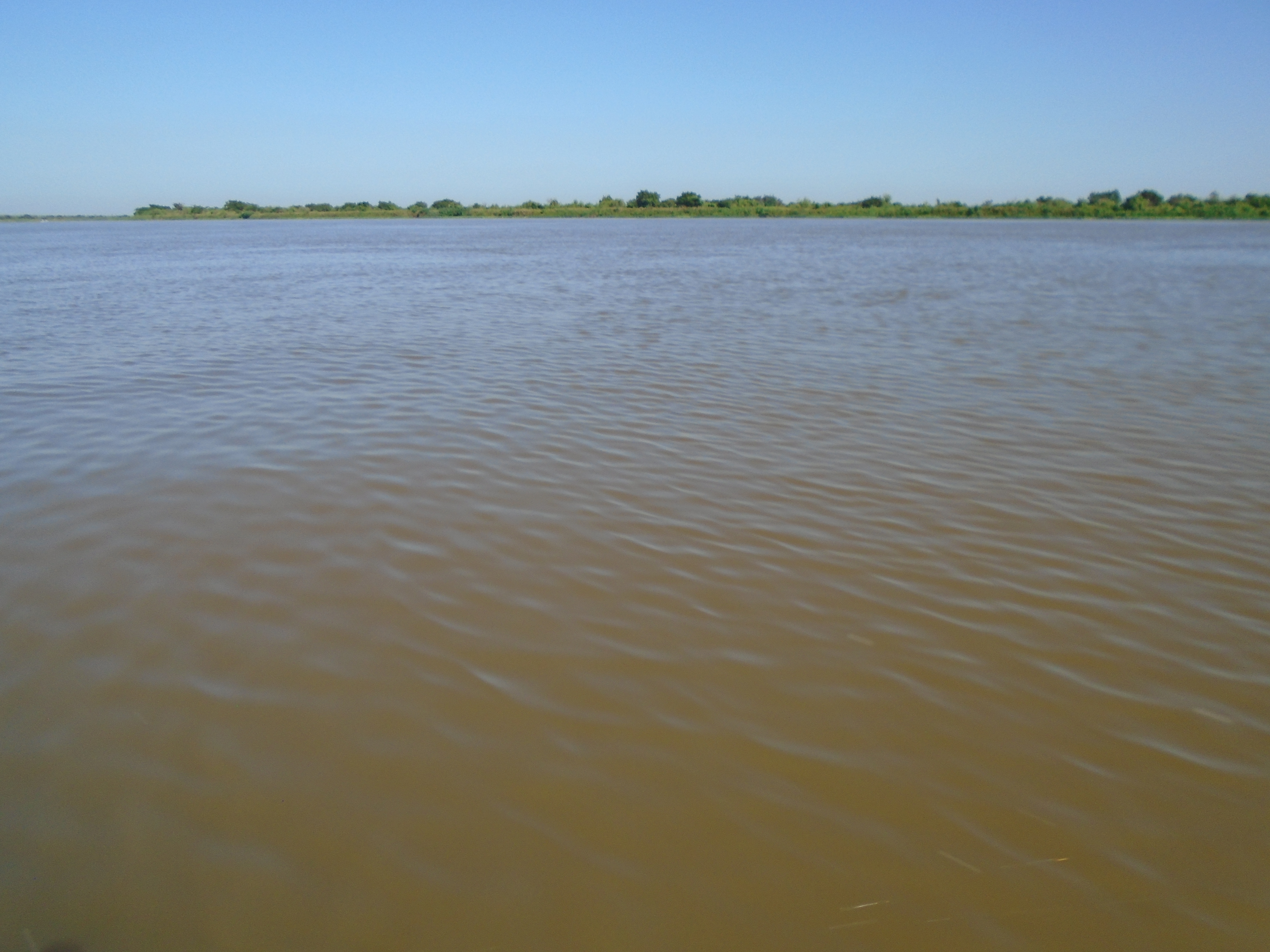
Calma del río Paraguay y perfecta llanura chaqueña-paraguaya.

Llanura que no sobrepasa los 300 m s. n. m. Existen ondulaciones esporádicas y las tierras son fértiles para la agricultura y la ganadería.

## Demografía
Puerto Casado cuenta con 5.439 habitantes en total, según datos del censo paraguayo de 2022.
BARRIOS: Puerto Casado tiene 16 barrios, 12 comunidades indígenas, 20 obrajes, 10 parajes, 28 estancias y otros más.

## Economía

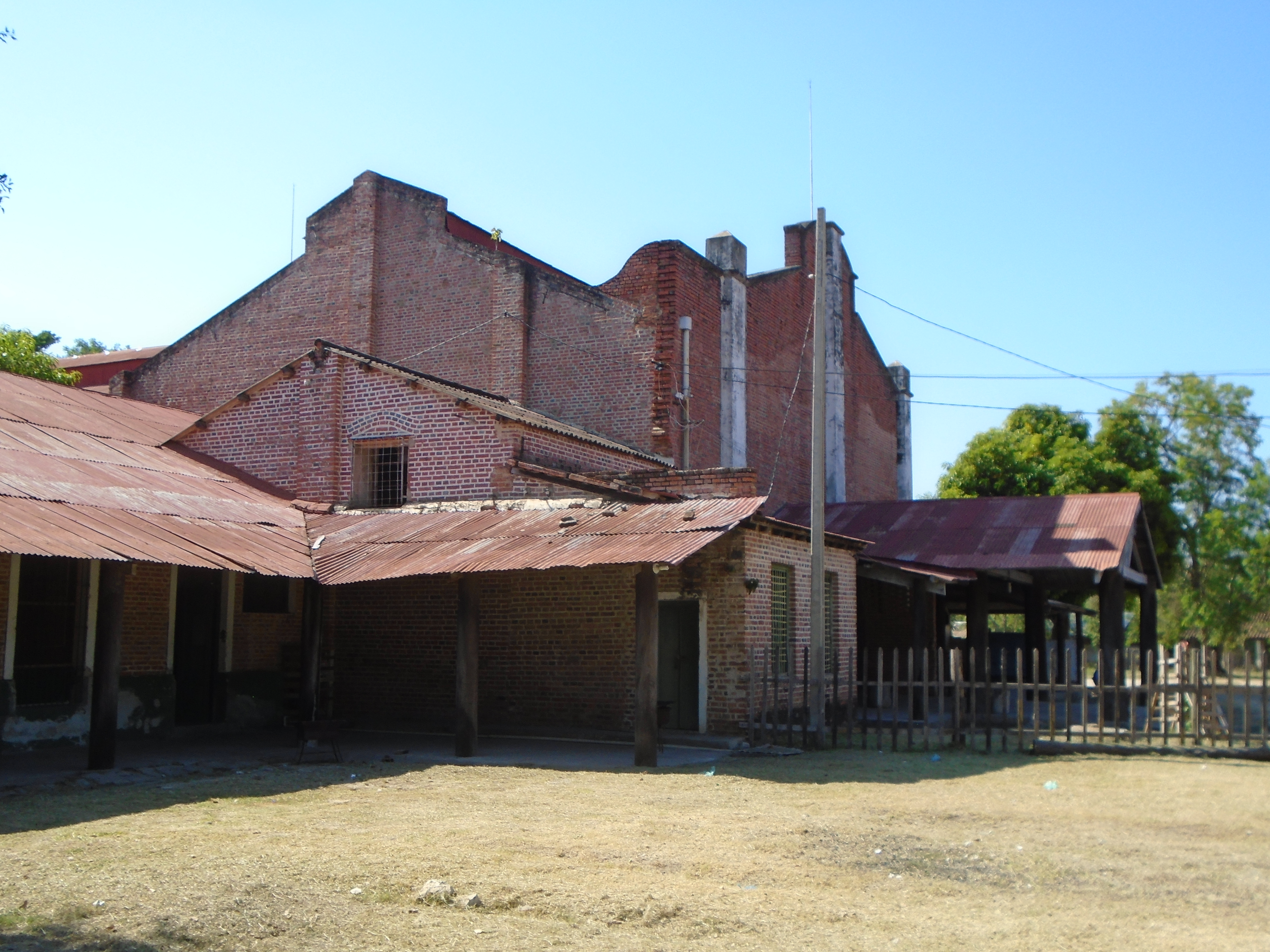
Ruinas de la extinta empresa taninera Carlos Casado.

La actividad principal es la ganadería. Anteriormente estaba ubicada aquí la empresa taninera Carlos Casado Ltda.
Una de las más grandes empresas del país fue la empresa Carlos Casado, antigua fábrica de tanino, alrededor de la empresa se observan las casas de los antiguos empleados y propietarios, así como el viejo Hotel de Puerto Casado.

## Situación actual
En el año 2005, se promulgó una ley de expropiación de 65 000 ha de la Empresa Victoria S.A. para ser asignadas a los campesinos que hacía tiempo estaban reclamando unas tierras en la zona. Esta concesión se hizo a pesar de haberse comprometido el Estado paraguayo a respetar esta enorme extensión de tierra, antes que la Empresa Victoria la compre. A consecuencia de ello, la Empresa Victoria S.A. presenta al estado paraguayo, una oferta de donación de 31 200 ha de tierra, en zonas cercanas a las expropiadas, sin costo para el Estado. Un año después, ante la imposibilidad de pagar el precio de mercado por estas tierras, la Corte Suprema de Justicia de Paraguay, decreta la inconstitucionalidad de la ley de expropiación. Posteriormente el estado acepta la donación, y la misma ahora está en proceso de cesión.

## Transporte

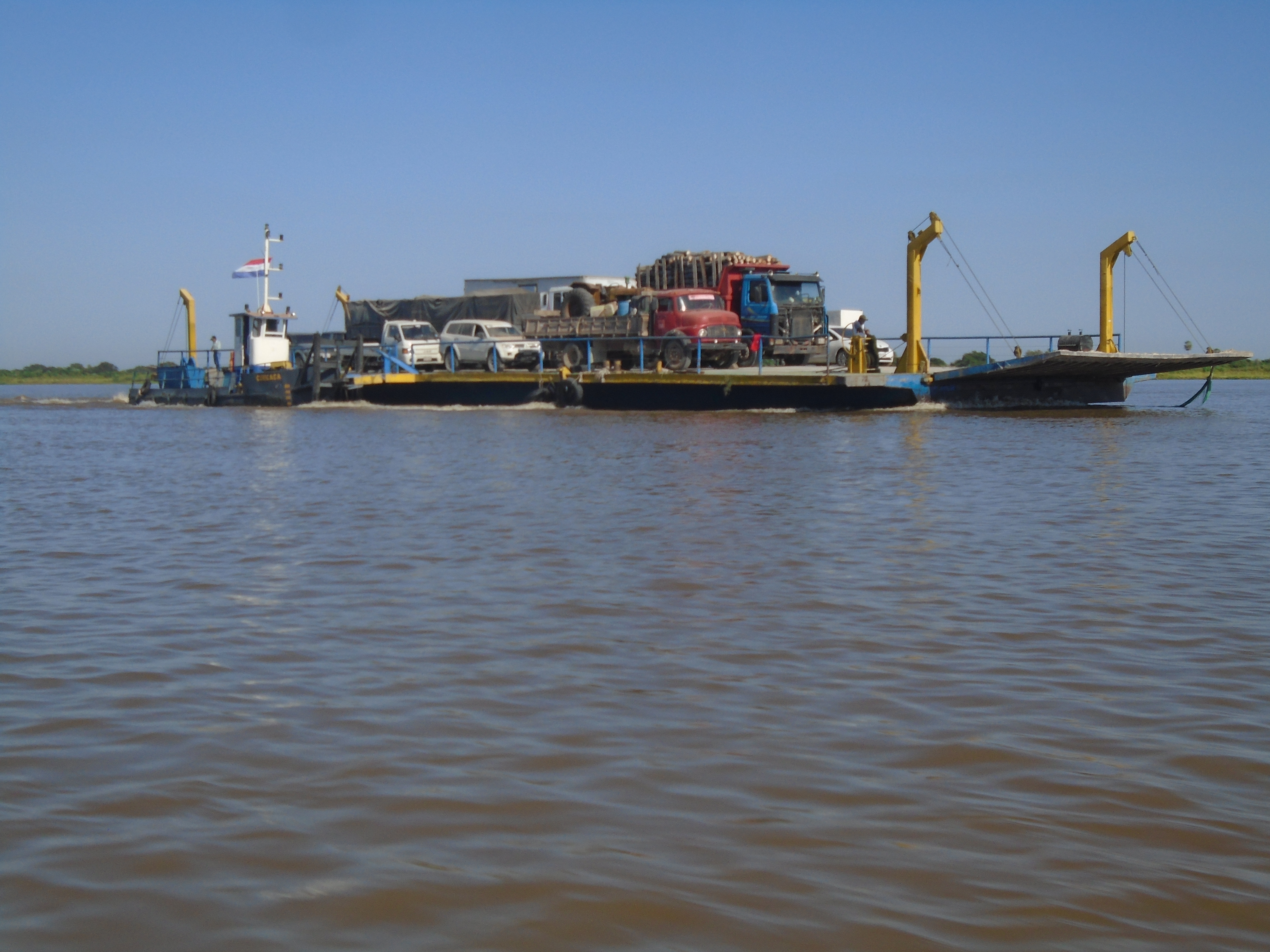
A Puerto Casado se puede acceder tanto en balsa como en lanchas rápidas desde Tres Cerros (departamento de Concepción).

Se llega a la localidad por la Ruta Transchaco, hasta el cruce de los Pioneros, ubicada a 416 km de Asunción, de allí un desvío de 26 km. no pavimentado llega hasta Puerto Casado, a unos 234 km al este, esta es la número 15 Ruta Amalia. La ruta se llama también Los Pioneros del Chaco o ruta Ferroviarios del Chaco, y que une con la ruta Vía Oceánica del Central.
En Puerto Casado hay una pista de aterrizaje para las aeronaves, también se llega a la ciudad en lanchas.
Un pedido reclamado de años atrás es la de ruta asfaltada, junto con sus principales rutas y caminos troncales hasta la localidad de Loma Plata o hasta el cruce Los Pioneros.
Actualmente la manera más rápida para llegar hasta la Ciudad de Puerto Casado es partiendo desde la cabecera del aeropuerto de la Ciudad de Loma Plata, camino a Punta Riel, y desde ahí por la Ruta 15, en construcción la vía (bioceánica) se llega hasta la entrada del desvío a Puerto Casado con un total de unos 260 km, y también por la ruta la Ciudad de Concepción - Ciudad de Vallemí unos 208 km cruzando el río Paraguay en balsas unos 26 km.
Anteriormente poseía un ferrocarril que partía de la zona fabril y se intentaba en el interior del Chaco, pero de aquel sólo quedan algunos tramos y la locomotora está en desuso.